# ЖРК Будућност Подгорица
ЖРК Будућност Подгорица је црногорски женски рукометни клуб из Подгорице. Тренутно се такмичи у Првој лиги Црне Горе и Регионалној лиги.

## Историја
Клуб је основан 13. фебруара 1949. у склопу Спортског друштва „Будућност“. Клуб први пут улази у Другу савезну лигу СФРЈ у сезони 1972/73, док у Прву савезну лигу улази у сезони 1981/82, након што је претходне освојио прво место у Другој.
Клуб је са 22 националне титуле првака и 15 купа, најтрофејнији женски рукометни клуб у Црној Гори, као и претходно у СРЈ и СЦГ.
Такође поседује и четири европска трофеја, 3 пута је освајао Куп победника купова (1985, 2006, 2010) и једном ЕХФ куп (1987).
Рукометашице Будућности су у сезони 2011/12. освојиле ЕХФ Лигу шампиона и тако оствариле највећи успех у историји клуба. Противник Будућности у финалу је био мађарски Ђер, у првом мечу Будућност је поражена са 29 : 27, а у реваншу у Подгорици је победила са 27 : 25 и због два више постигнута гола у гостима Будућност је освојила трофеј.
Будућност је 10. маја 2015. године освојила Лигу шампиона по други пут. У финалу је поражен Ларвик резултатом 26 : 22.

## Трофеји

### Међународни
- ЕХФ Лига шампиона: 
  - Освајач (2): 2012, 2015.
- ЕХФ Куп победника купова: 
  - Освајач (3): 1985, 2006, 2010.
- ЕХФ куп: 
  - Освајач (1): 1987.
- Регионална лига: 
  - Првак (8): 2010, 2011, 2012, 2013, 2014, 2015, 2016, 2019.

### Национални
- Национални шампионат (СФР Југославије, СР Југославије, Србије и Црне Горе и Црне Горе)
  - Првак (32): 1993, 1994, 1995, 1996, 1997, 1998, 1999, 2000, 2001, 2002, 2003, 2004, 2005, 2006, 2007, 2008, 2009, 2010, 2011, 2012, 2013, 2014, 2015, 2016, 2017, 2018, 2019, 2021.
- Национални куп (СФР Југославије, СР Југославије, Србије и Црне Горе и Црне Горе)
  - Првак (26): 1984, 1989, 1995, 1996, 1997, 1998, 2000, 2001, 2002, 2005, 2006, 2007, 2008, 2009, 2010, 2011, 2012, 2013, 2014, 2015, 2016, 2017, 2018, 2019, 2020, 2021.
- 4 пута проглашен најбољим клубом Југославије (1985, 1987, 1993, 1998)

### Познати бивши играчи
- Маријана "Маја" Булатовић
- Сандра Колаковић - Фајфрић
- Бојана Поповић - Петровић
- Сања Јововић
- Зорица Павићевић
- Драгица Миличковић - Орландић
- Маја Савић
- Катарина Булатовић
- Јованка Радичевић
- Марија Јовановић
- Ана Ђокић
- Драгица Ђурић - Крстић
- Злата Паплацко
- Љиљана Кнежевић
- Снежана Дамјанац
- Соња Бајрактаровић
- Санела Кнезовић
- Анђела Булатовић
- Камила Далби
- Клара Волтеринг

### Познати бивши тренери
- Никола Петровић
- Тоне Тисељ